# Ommata eperuaphila
Ommata eperuaphila là một loài bọ cánh cứng trong họ Cerambycidae.